# 高田朝子
高田 朝子（たかだ あさこ ）は、日本の経営学者。法政大学経営大学院イノベーション・マネジメント研究科教授。

## 略歴
福岡県福岡市出身。1987年立教大学経済学部経済学科卒業。モルガン・スタンレー證券会社勤務を経て、1992年サンダーバード国際経営大学院修士課程修了。1996年慶應義塾大学大学院経営管理研究科修士課程修了、1999年同博士課程単位取得退学。2002年慶應義塾大学より博士（経営学）を取得。
2002年高千穂大学経営学部専任講師、2003年助教授、2007年准教授。2008年法政大学経営大学院イノベーション・マネジメント研究科准教授、2010年教授。

## 著書

### 単著
- 『手間ひまをかける経営』（生産性出版,2023年）
- 『女性マネージャーの働き方改革2．0　「成長」と「育成」のための処方箋』（生産性出版,2019年）
- 『女性マネージャー育成講座』（生産性出版, 2016年）
- 『人脈のできる人』（慶應義塾大学出版会, 2010年）
- 『危機対応のエフィカシー・マネジメント』（慶應義塾大学出版会, 2003年）

### 共著
- （川崎つま子）『はたらく看護師のための自分の育て方』（医学書院,2023年）
- （岩崎達也）『本気で、地域を変えるー地域づくり3．0の発想とマネジメント』（晃洋書房,2021年）
- （鹿住倫世, 恩蔵三穂, 長谷川万希子）『高齢者の生活とリタイアメントコミュニティ』（創成社, 2007年）

### 分担執筆
- （高木晴夫監修）『組織マネジメント戦略』（有斐閣, 2005年）
- （石田英夫, 大久保隆弘, 星野裕志）『ケース・メソッド入門』（慶應義塾大学出版会, 2007年）